# Mandićevac
Mandićevac – wieś w Chorwacji, w żupanii osijecko-barańskiej, w gminie Drenje. W 2011 roku liczyła 284 mieszkańców.